# Roslags-Bro kyrka
Roslags-Bro kyrka är en kyrkobyggnad i Roslags-Bro i Uppsala stift. Den är församlingskyrka i Roslagsbro-Vätö församling.

## Kyrkobyggnaden

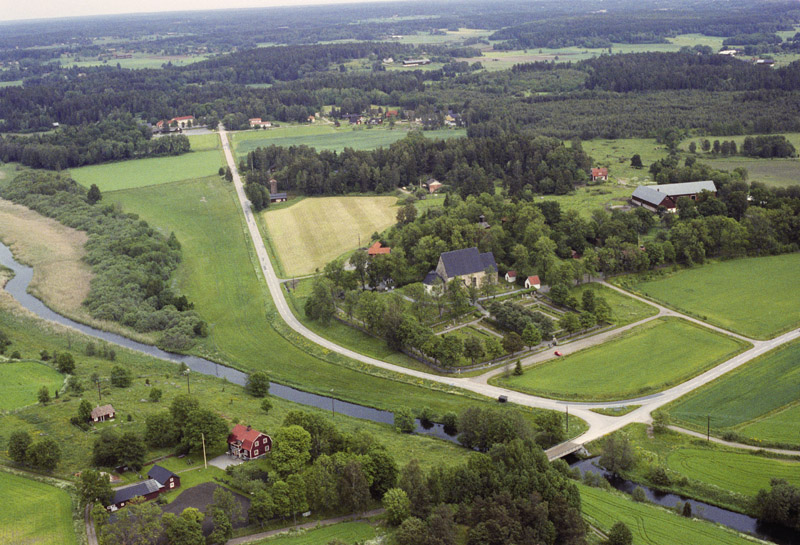
Flygfoto av kyrkan med omgivningar.

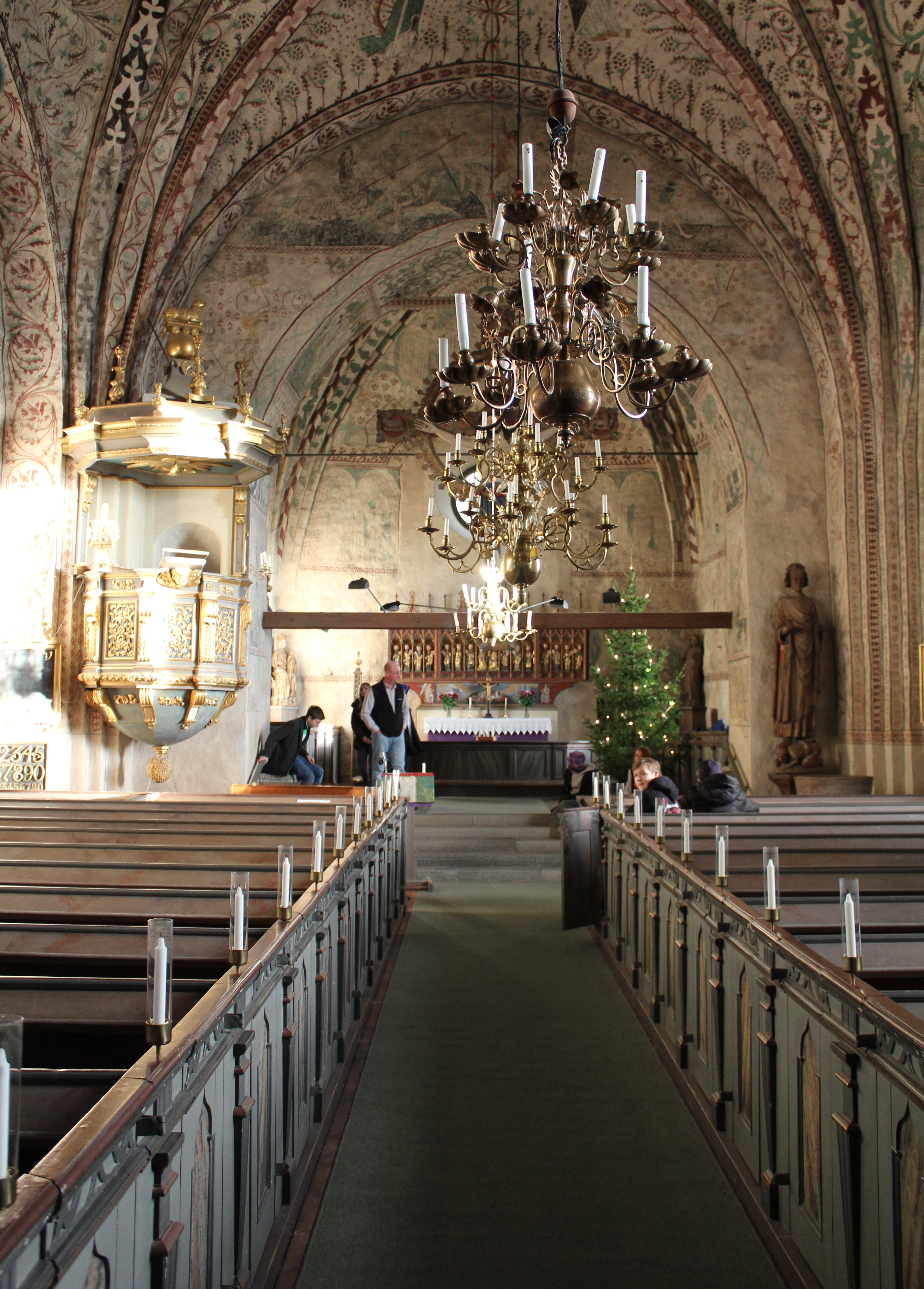
Kyrkans interiör.

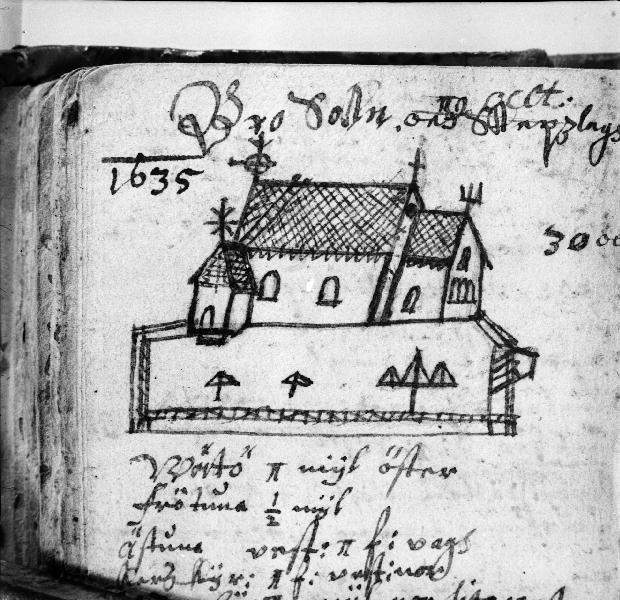
Teckning av kyrkan från 1635 av Johannes Rhezelius

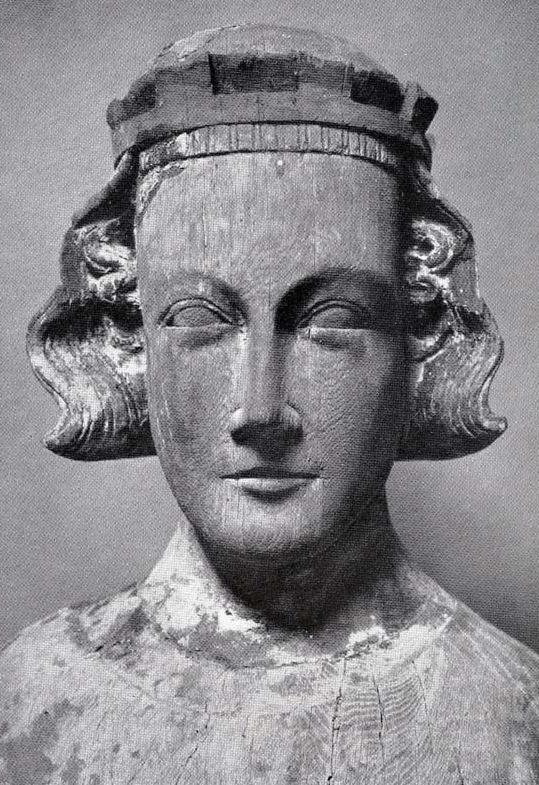
Den medeltida träskulptur som använts som inspiration till nuvarande tolkningen av S:t Eriksbilden i Stockholms stadsvapen.

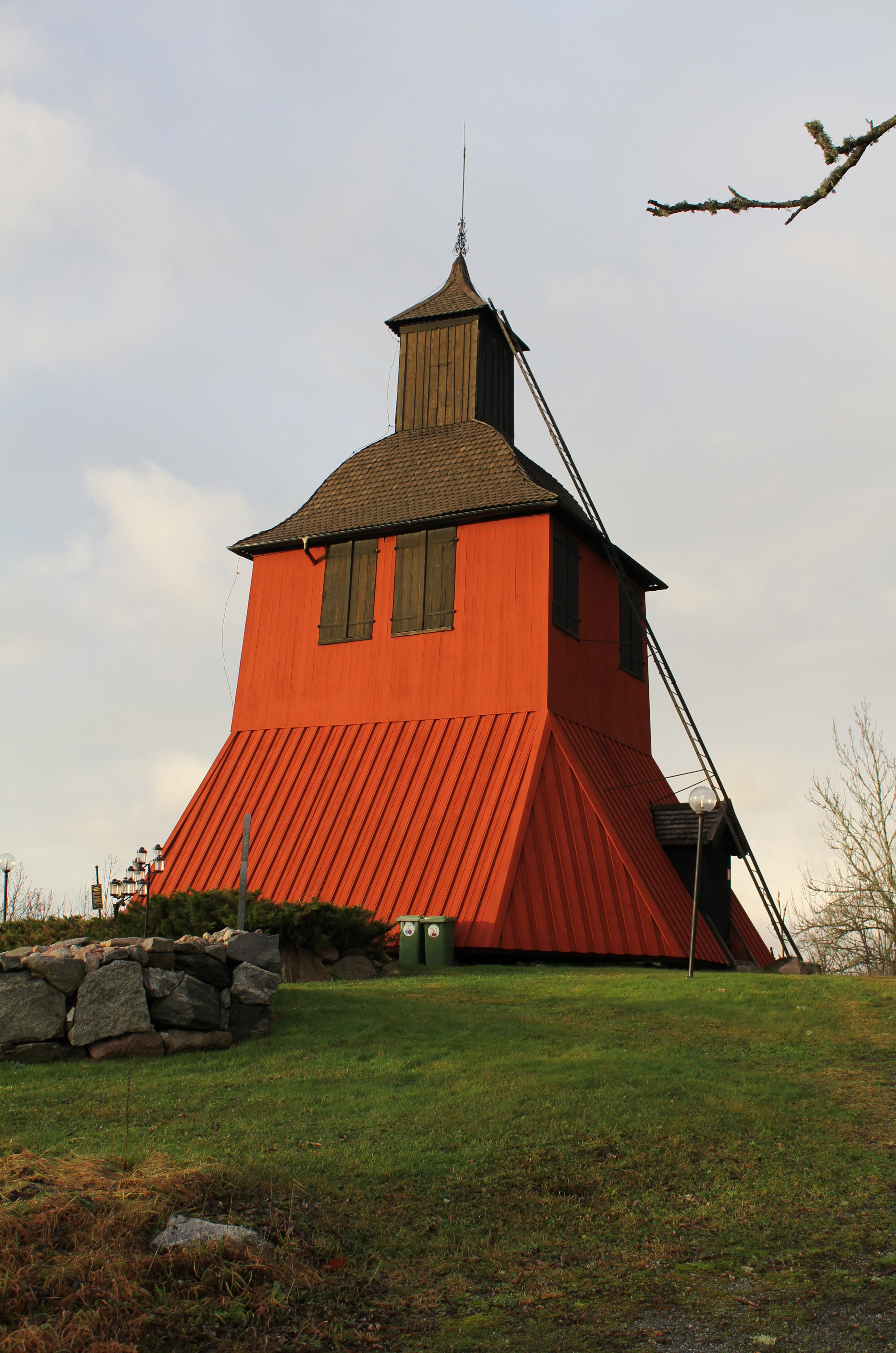
Klockstapeln.

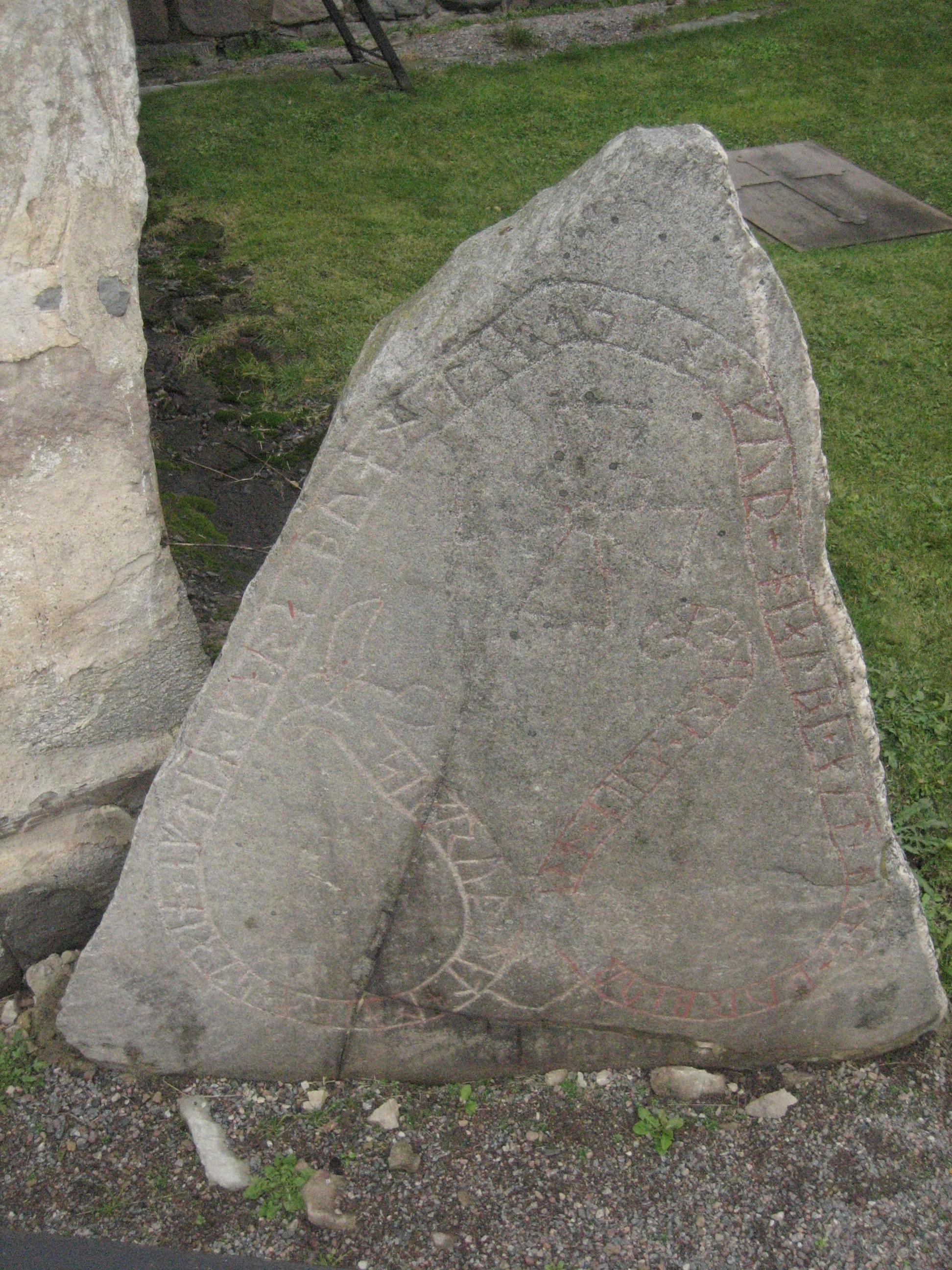
Runstenen U 532.

Kyrkan byggdes vid mitten av 1200-talet. Den anlades vid ett vattenstråk som användes som farled norrut (men som numera endast utgör en mindre å). En bro över vattnet måste ha funnits i närheten eftersom den fått ge namn åt kyrkan och socknen.
Murarna består av oputsade gråstensmurar av sten i skiftande färger. Långhuset är det ursprungliga från 1200-talets mitt. I södra fasaden kan man se sandstensomfattningar till två av de tre ursprungliga smala fönstren. Även den rundbågiga portalen från vapenhuset in i långhuset är från 1200-talet, även om den gjordes rektangulär på 1800-talet och sedan har återställts. Portalen består av sandsten och två av stenarna har reliefhuggen ornamentering, den ena föreställer ett lejon och den andra en stiliserad växtranka.
Vapenhuset och koret byggdes runt 1400. I vapenhusets gavelröste kan man tydligt se spår av att det ursprungligen varit smalare, men någon gång utvidgats. Dörren in till långhuset är medeltida, delvis återställd 1929. Koret har på utsidan dekorativa blindnischer i tegel, invändigt ligger det några några trappsteg upp från långhuset. Sakristian bör vara äldre, från 1300-talet, eftersom det är anslutet till långhuset och inte till koret. Koret byggdes från början med tegelvalv och långhuset beslogs med valv under 1460-talet. Tegelvalven har ersatt ett äldre trävalv, eventuellt från 1300-talet, varav spår syns på gavelröstet ovan valven. Gravkoret i söder byggdes 1738–1741 av Wendela Magnona Fleming för sig och sin make greve Carl Oxenstierna af Croneborg.
1720-21 fick kyrkan ny inredning som i stor utsträckning finns kvar. Predikstolen är i den stil som Burchard Precht gjorde populär kring 1700. 1929 breddades bänkarna. Bomärken skurna i bänkarnas sittplankor finns fortfarande kvar. Kyrkan genomgick en omfattande restaurering 1929 (ledd av arkitekten Erik Fant) som återställde eller markerade vissa byggnadsdetaljer, till exempel de medeltida fönstren.
I vapenhuset finns runstenen U 533 inmurad i det nordöstra hörnet.

## Kalkmålningar
Valven i kyrkan har aldrig varit överkalkade. Väggarna kalkades över 1752, då även fönstren förstorades. Väggmålningarna blev åter framtagna vid restaureringen 1929. Målningarna skall enligt en numera försvunnen inskrift varit daterade till 1471. Dateringen stärks av att det finns flera vapensköldar avbildade, däribland Jakob Ulvssons i korvalvets östra kappa och Sten Sture den äldres sjöblad på västra kormuren. Måleriet i långhuset både påminner om och skiljer sig från det i koret. Samma schabloner och samma dräktmönster har använts i båda rummen, så de bör ha en likartad datering. Korets ornamentik är dock betydligt kraftigare och mer plastiskt framställd jämfört med långhuset och vapenhusets ornamentik, som mer motsvarar den typiska och mer schablonmässiga ornamentik som var vanlig i Sverige och Finland under 1400-talets senare hälft. Vid restaureringen upptäcktes också en del äldre målningar på djupare liggande putslager, några konsekrationskors och vapensköldar från 1300-talet. I korvalvet finns också äldre växtmotiv som delvis täcktes över på 1470-talet och delvis inkorporerades i det nya måleriet.
I korvalvets östra valvkappa finns motivet Kristi vapensköld, där smärtomannen omges av pinoredskapen. Vapnet bärs upp av änglar. I övriga kappan finns avbildningar av kyrkofäderna och evangelistsymboler. På södra korväggen finns ett ovanligt motiv, där avbildas tre franciskanska och tre dominikanska helgon: Franciskus, Bernardinus och Ludvig av Toulouse, samt Dominicus, Thomas av Aquino och Petrus Martyren. På triumfbågens undersida syns syndafallet och två moraliserande framställningar som på norra sidan visar en ängel som leder en yngling in i koret, och på södra sidan är det djävulen som leder ynglingen ut. I mellersta valvet finns bilder av helgonjungfrurna Katarina, Barbara, Ursula och Maria Magdalena,  samt motivet Abrahams offer. Biblia pauperum har tydligt utgjort förlaga, även för inskriptioner. Dessutom finns målningar av profeter och änglar med pinoredskap. Över triumfbågen syns Sankt Göran och draken och Sankt Sebastians martyrium. På södra väggen finns Sankt Olofs-legenden. På norra väggen visas Marias föräldrar och Maria och Elisabets möte, samt Jesu födelse. Vid sakristians port syns Maria omgiven av en strålkrans buren av änglar, och rester av motivet lyckohjulet. I det västra valvet finns bilder av profeter och helgon, samt Sankt Mikaels själavägning.

## Inventarier
Kyrkan har ägt minst 14 helgonbilder. På 1930-talet fann man en del halvt förmultnat trä på sakristians vind. Det överfördes till Historiska museet och vid undersökning fann man rester av de skåp som skulpturerna stått i, och även fyllningar till triumfkrucifixets korsring och rester av ett sakramentshus. Av dessa skulpturer finns bevarade en Mariabild från runt 1300, en Sankt Staffan från 1400-talet slut, en skulptur som föreställer den gravlagde Kristus från omkring 1500, liggande i en nyare kista från 1900-talet. Triumfkrucifixet härstammar från Gotland och 1200-talets mitt. I kyrkan finns dessutom ett altarskåp som förmodligen beställts till korets invigande i början på 1400-talet, vilket gör det till ett av Sveriges äldsta altarskåp. På utsidan av skåpets dörrar finns panelmålningar av den sörjande Maria med Kristus i sitt knä och smärtomannen.
Den mest kända skulpturen är den som antagits föreställa S:t Erik, från 1200-talet. Den har utgjort del av inspirationen till den utformning av Stockholms stadsvapen som Stockholms kommun numera använder sig av.
Kyrkan har två dopfuntar från Gotland och 1200-talet mitt, då kyrkan byggdes. Den ena hittades 1929 återanvänd som omfattning till en fönsterglugg i långhusgavelns spets, där den hade suttit sedan kyrkan byggdes. Förmodligen har man beställt en funt som gått sönder under transporten, fått beställa en ny och tagit vara på och återanvänt den trasiga. Numera är den nedtagen och placerad i vapenhuset.
I korgolvet finns tre medeltida gravstenar, ursprungligen lagda över gravar för sockenbor från gårdarna Kåsta, Sund och Pläng, men senare omflyttade. Det finns också flera gravstenar från 1600-talet, däribland för kyrkoherdarna Andreas Andreae Bergius och Eric Micrander. Dessutom finns några begravningsvapen från stormaktstiden bevarade.
Av medeltida kyrksilver är inte mycket bevarat. Kyrkans patén är dock tillverkad på 1300-talet, med motivet Marie kröning graverad i silvret. Dessutom finns ett mellanstycke till en kalk, och en medeltida vigvattenskål som återfanns på kyrkogården på 1970-talet. Istället finns en del silverarbeten från 1600- och 1700-talen.  Av mässingskronorna så är två från 1600-talet och en från början på 1700-talet.

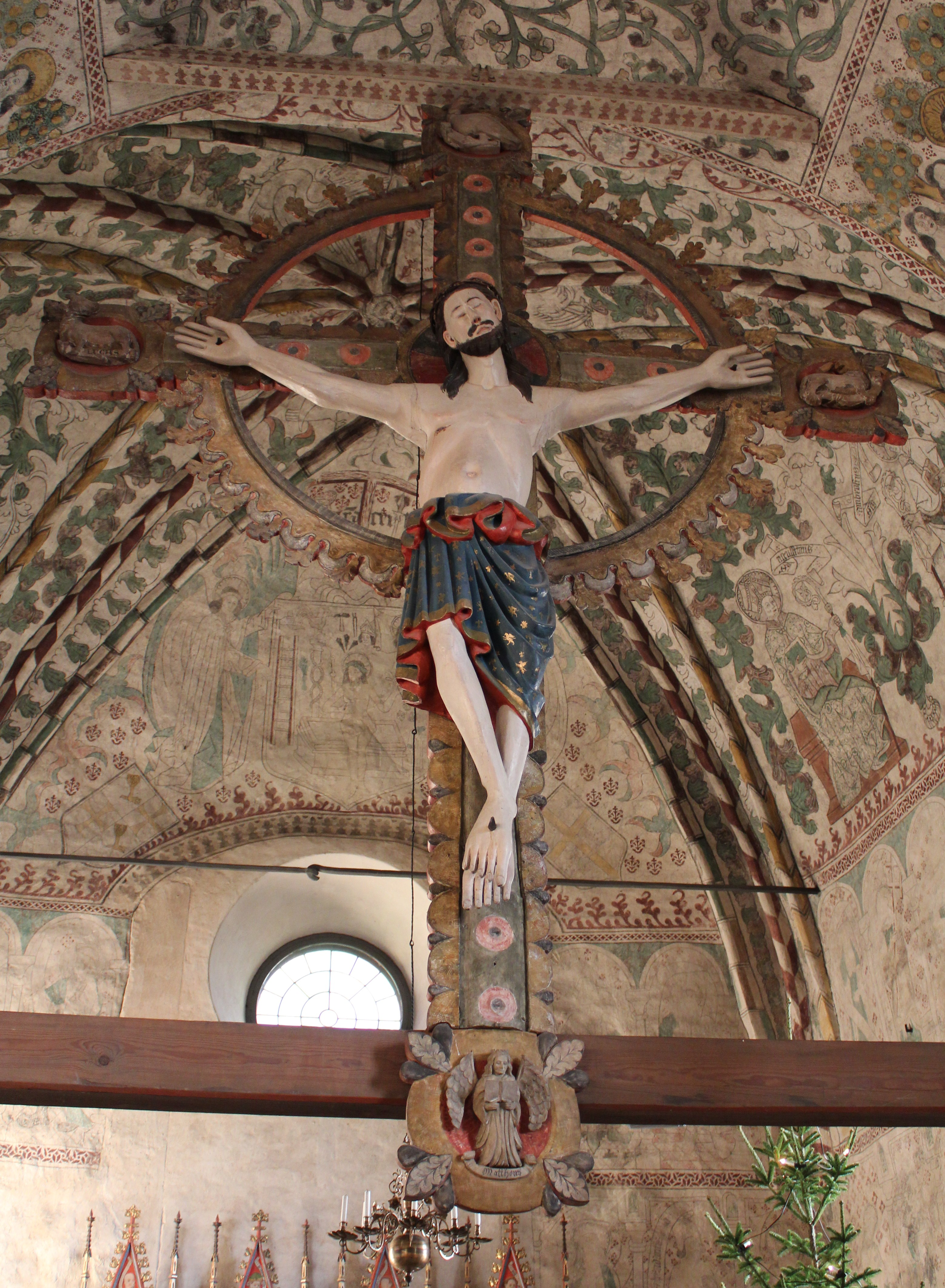
Triumfkrucifix.
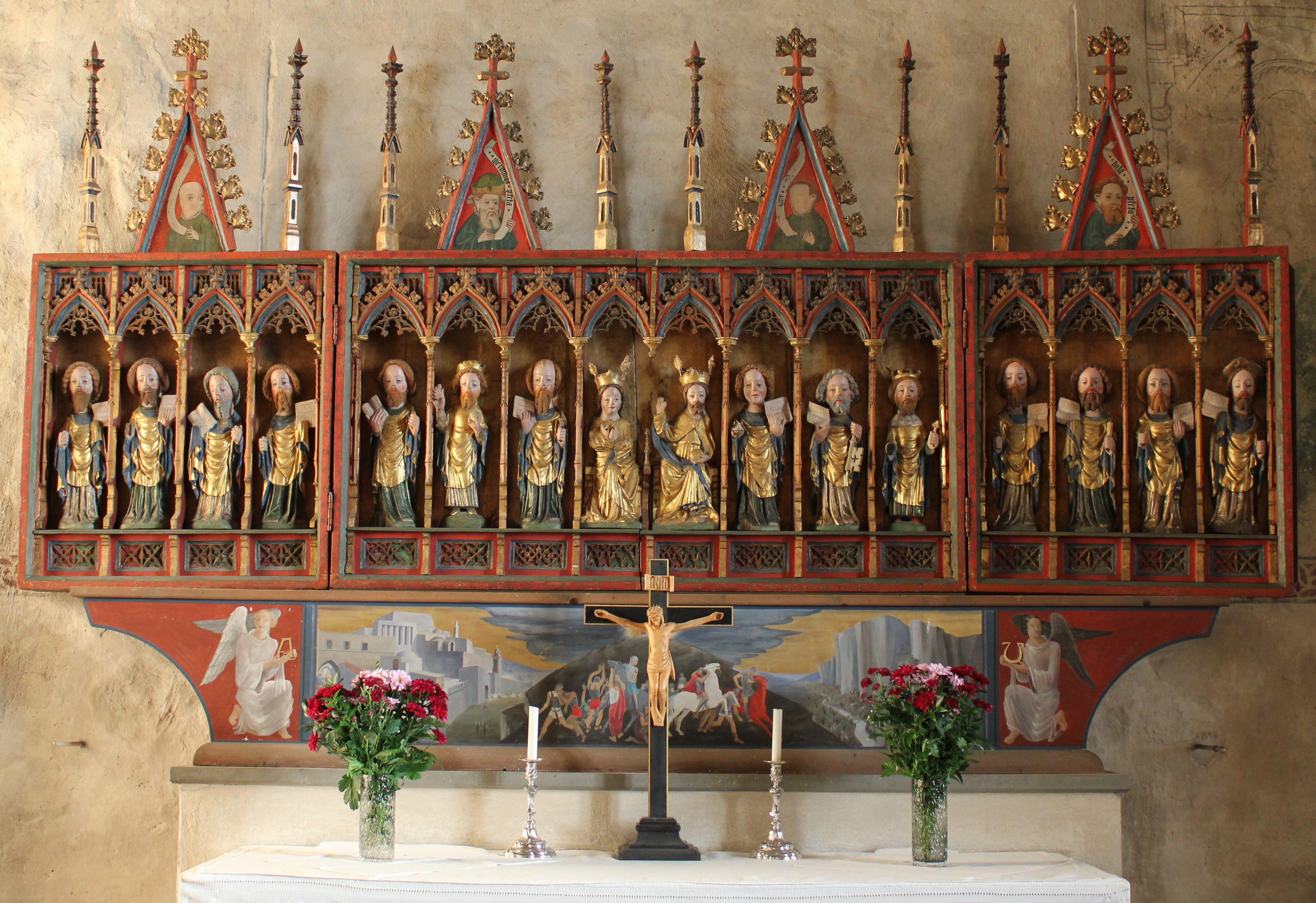
Altarskåp.
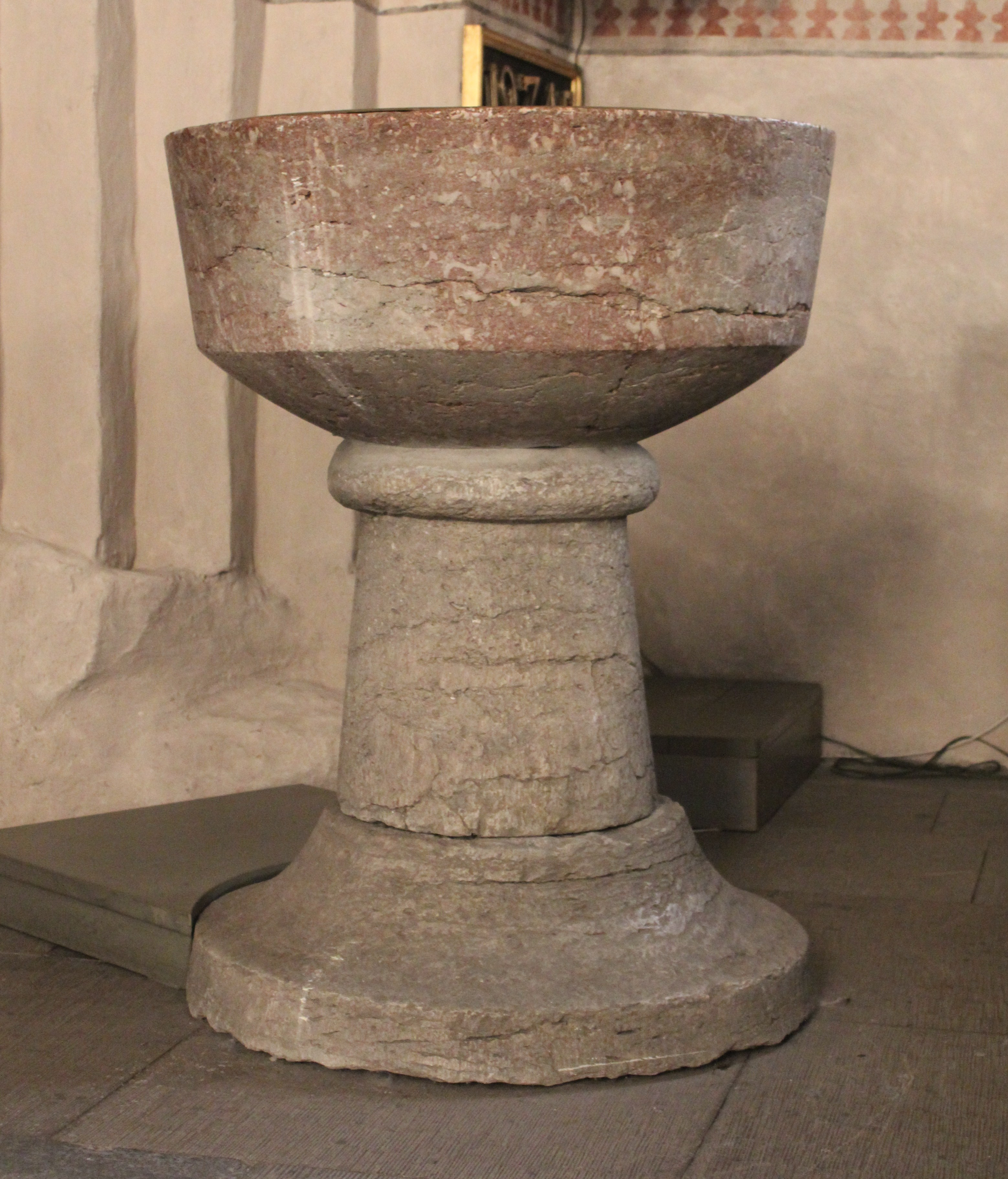
Dopfunt.

## Orgeln
Kyrkan har på läktaren en orgel byggd 1838 av orgelbyggaren Pehr Zacharias Strand. Orgeln är renoverad två gånger (1970 av Rolf H. Larsson Orgelbyggeri, Uppsala, samt 1985 av A. Magnussons Orgelbyggeri, Mölnlycke). Den har under 1900-talet försetts med elektrisk fläkt och belysning men är i övrigt klangligt sett bevarad nära nog i originalskick från 1838. Orgeln har en manual (C–f3) samt en pedalklaviatur med ovanligt litet omfång (C–f°). Det finns ett pedalkoppel samt spärrventiler för manualen respektive pedalen. Bälgverket består av dubbla kilbälgar, som kan trampas manuellt, men det finns också en elektrisk fläkt. Fasaden består delvis av ljudande pipor; i mittfältet Octava 4' (C–G), i turellerna och mellanfälten Principal 8' (Giss–a°).
Den nuvarande dispositionen är densamma som den ursprungliga (återgiven enligt de handskrivna registerskyltarna):
Manualen:
- Borduna 16' (endast från c° och uppåt)
- Principal 8', Bas och Diskant (delad mellan c° och ciss°)
- Rörfleut 8'
- Fugara 8' (endast från c° och uppåt)
- Octava 4'
- Fleut 4'
- Qvinta 3' [= 2 2/3']
- Octava 2'
- Trumpet 8', Bas och Diskant (delad mellan f° och fiss°)

Pedalen:
- Subbass [sic] 16'
- Violoncelle [sic] 8' (med dubbla labier)
- Bassun [sic] 16'

Instrumentets tutti är starkt och övertonsrikt, trots att det inte finns någon mixtur. Principal 8' har en bred och milt strykande karaktär men är samtidigt så starkt intonerad att den på egen hand uppfattas som ett forte i rummet.

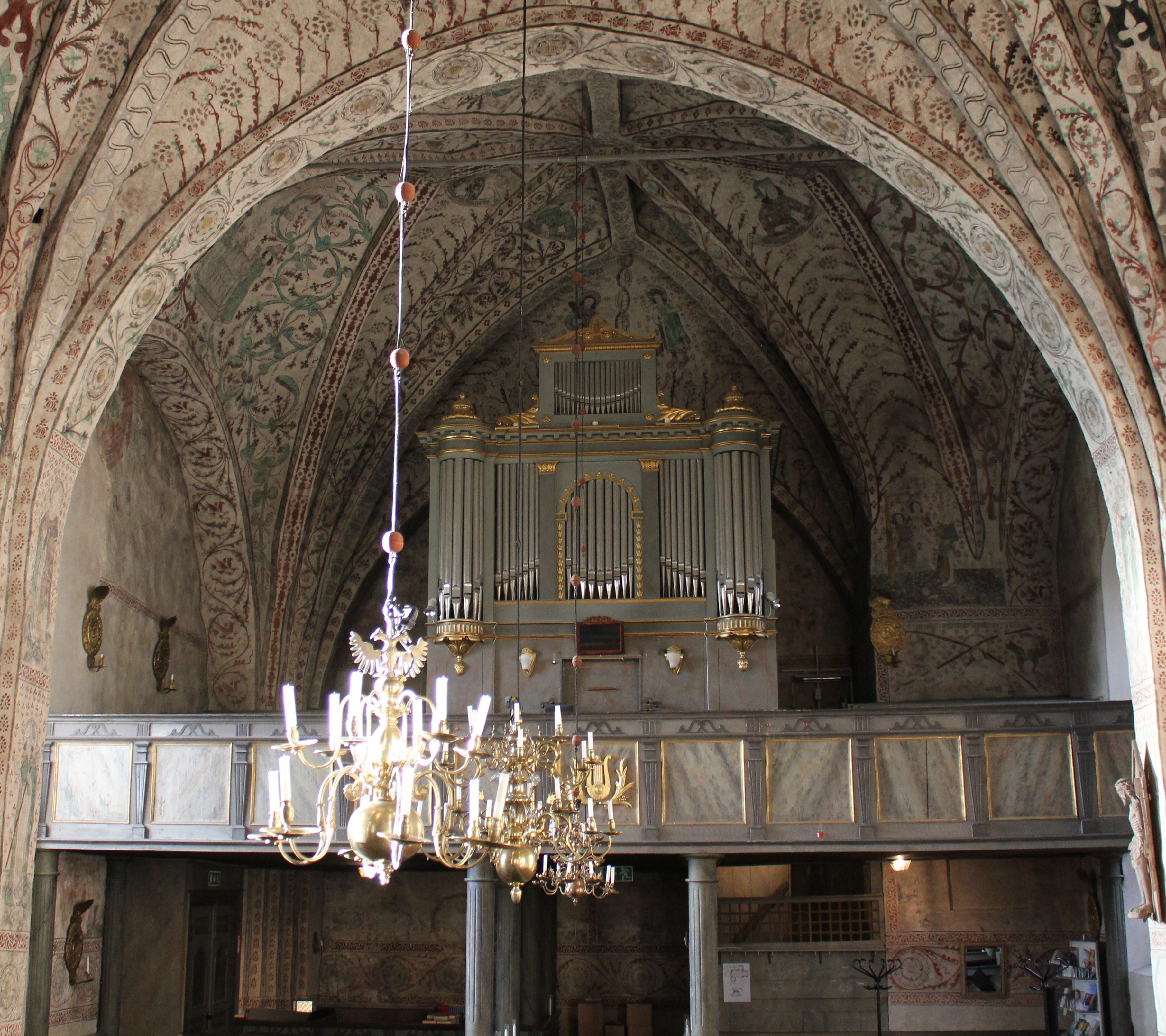
Orgel.
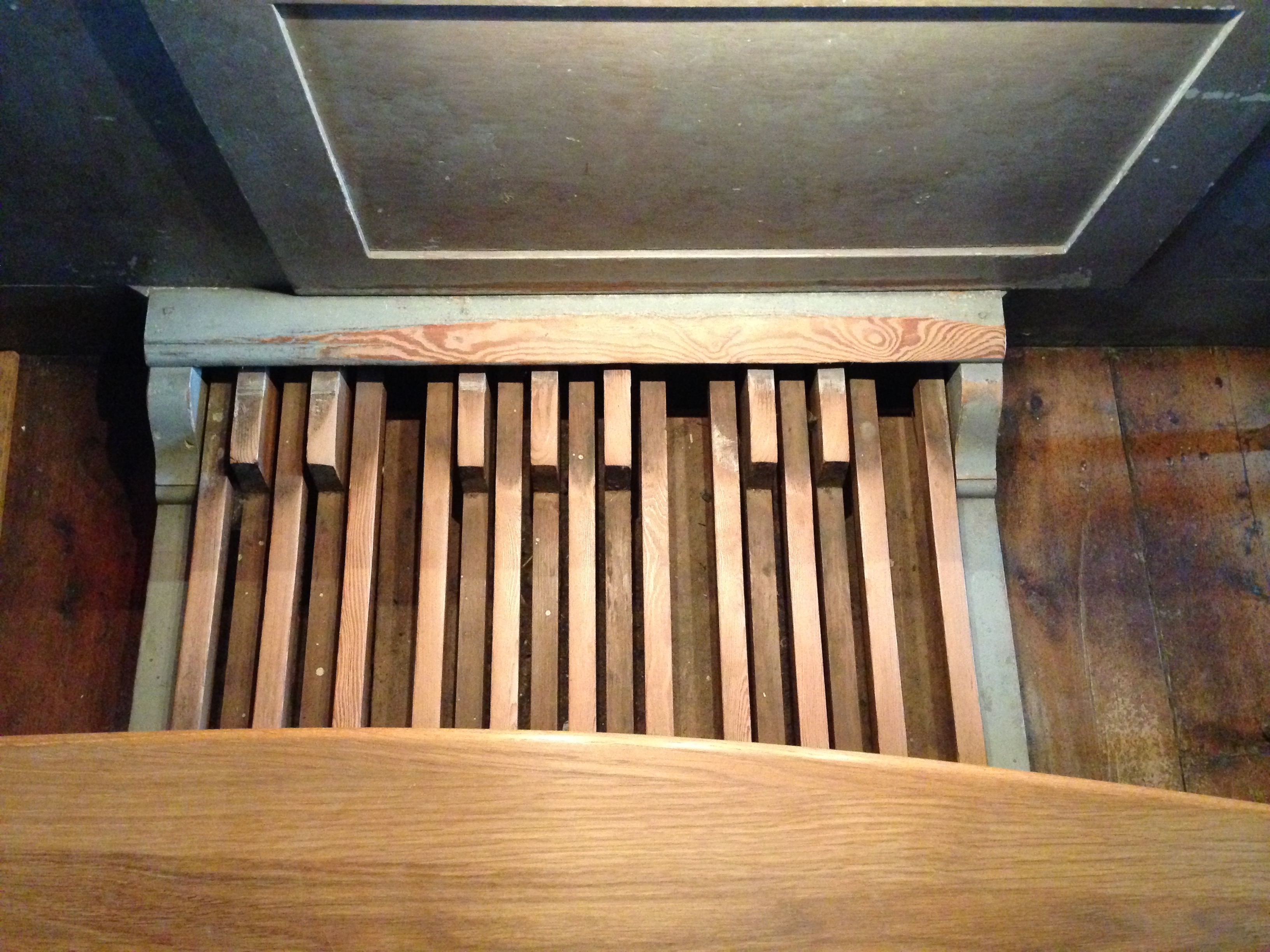
Orgelns pedalklaviatur (omfång C–f°)
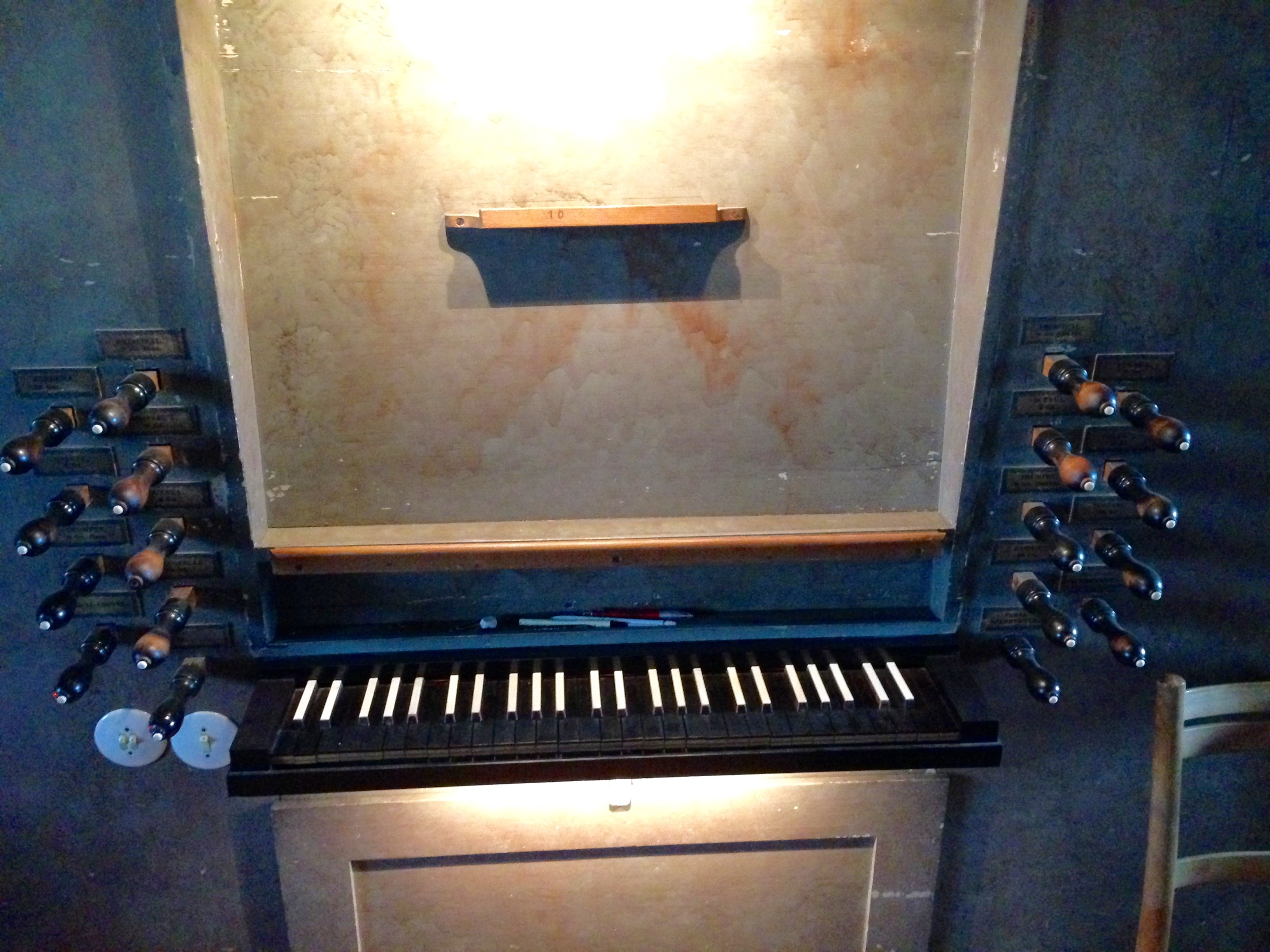
Orgelns manual och registerandrag.

## Kyrkogården
Ingången till kyrkogården från öster sker genom en stiglucka som är från senmedeltid eller 1500-tal. Portarna är från 1754. Bogårdsmuren i öster är troligtvis minst lika gammal som stigluckan eftersom de är sammanbyggda. Kyrkogården utvidgades på 1600-talet åt väster. På 1900-talet togs ett nytt område i söder, utanför den gamla muren, i bruk. Gravkoren vid den östra muren byggdes 1732-33 för häradshövdingen Linderstedt från Lunda och kyrkoherde Westman. Nordost om kyrkan ligger klockstapeln. Dess yttre utformning är troligen från 1773.
Strax bredvid vapenhusets ingång står runstenen U 532.